# ジェフ・トラヴィス
ジェフ・トラヴィス（Geoff Travis、1952年2月2日 - ）は、ラフ・トレード・レコードとレコード店であるラフ・トレード・チェーン、両方の創設者である。元々は演劇の教師であり、パンク・レコード・ショップのオーナーであり、トラヴィスは、1978年にラフ・トレード・レーベルを設立した。

## 略歴
トラヴィスは1952年2月2日にロンドンのストーク・ニューイントンで生まれ、フィンチリーで育った。彼はユダヤ人であり、その祖先はルーマニアとウクライナから移住してきた。トラヴィスはケンブリッジのチャーチル・カレッジで英文学を勉強した。彼は演劇の教師として働き、1976年2月23日にロンドンのノッティング・ヒルにあるケンジントン・パーク・ロードにオリジナルのラフ・トレード・レコード店をオープンし、2年後にレコード・レーベルを設立した。彼は、お気に入りの映画の1つである『パフォーマンス (Performance)』が制作されたポウィス・スクエアに近いため、この場所を選んだということを主張している。トラヴィスは、独立した流通ネットワークであるザ・カーテル (The Cartel)の基礎づくりにも貢献した。ラフ・トレードは重要な独立系レーベルであったが、トラヴィスは1983年の「ブランコ・イ・ネグロ」（WEAを含む）や「トレード2」（アイランド・レコードを含む）などを立ち上げ、メジャーなレコード会社ともレーベルを共同で運営してきた。
ラフ・トレードはザ・スミスのホームであったが、1986年までレーベルに3年間所属した後、バンドは財政をめぐって争うこととなった。アルバム『ザ・クイーン・イズ・デッド』の「Frankly Mr Shankly」という歌は、トラヴィスへのジャイブ（あざけり）だったと伝えられている。ワン・リトル・インディアンとのパートナーシップで一時的に復活した後、レーベルは1994年に整理されたが、ブレイクを果たしたザ・ストロークスとザ・リバティーンズと共に、2001年になってトラヴィスにより復活した。
作家のダグラス・ウォルクは、トラヴィスが「イギリスのポストパンク・サウンド」を実質的に定義していると信じており、XFMは、インディペンデント・ミュージックに対する彼の影響を、国内の他の誰よりも大きいと見ている。